# Gran Premio de Indianápolis de Motociclismo de 2014
El Gran Premio de Indianápolis de Motociclismo de 2014 (oficialmente Red Bull Indianapolis Grand Prix) fue la décima prueba del Campeonato del Mundo de Motociclismo de 2014. Tuvo lugar en el fin de semana del 8 al 10 de agosto de 2014 en el Indianapolis Motor Speedway, situado en la ciudad de Indianápolis, Indiana, Estados Unidos.
La carrera de MotoGP fue ganada por Marc Márquez, seguido de Jorge Lorenzo y Valentino Rossi. Mika Kallio fue el ganador de la prueba de Moto2, por delante de Maverick Viñales y Dominique Aegerter. La carrera de Moto3 fue ganada por Efrén Vázquez, Romano Fenati fue segundo y Jack Miller tercero.

## Resultados

### Resultados MotoGP
| Pos     | N.º | Piloto           | Constructor    | Vueltas | Tiempo    | Parrilla | Puntos |
| ------- | --- | ---------------- | -------------- | ------- | --------- | -------- | ------ |
| 1       | 93  | Marc Márquez     | Honda          | 27      | 42:07.041 | 1        | 25     |
| 2       | 99  | Jorge Lorenzo    | Yamaha         | 27      | +1.803    | 3        | 20     |
| 3       | 46  | Valentino Rossi  | Yamaha         | 27      | +6.558    | 5        | 16     |
| 4       | 26  | Dani Pedrosa     | Honda          | 27      | +10.016   | 8        | 13     |
| 5       | 44  | Pol Espargaró    | Yamaha         | 27      | +17.807   | 6        | 11     |
| 6       | 38  | Bradley Smith    | Yamaha         | 27      | +19.604   | 9        | 10     |
| 7       | 4   | Andrea Dovizioso | Ducati         | 27      | +20.759   | 2        | 9      |
| 8       | 35  | Cal Crutchlow    | Ducati         | 27      | +39.796   | 12       | 8      |
| 9       | 45  | Scott Redding    | Honda          | 27      | +40.507   | 11       | 7      |
| 10      | 7   | Hiroshi Aoyama   | Honda          | 27      | +55.760   | 18       | 6      |
| 11      | 17  | Karel Abraham    | Honda          | 27      | +1:05.130 | 21       | 5      |
| 12      | 63  | Mike Di Meglio   | Avintia        | 27      | +1:05.346 | 19       | 4      |
| 13      | 5   | Colin Edwards    | Forward Yamaha | 27      | +1:08.919 | 15       | 3      |
| 14      | 70  | Michael Laverty  | PBM            | 27      | +1:09.203 | 23       | 2      |
| 15      | 23  | Broc Parkes      | PBM            | 27      | +1:30.613 | 22       | 1      |
| Ret     | 2   | Leon Camier      | Honda          | 19      | Retirado  | 16       |        |
| Ret     | 29  | Andrea Iannone   | Ducati         | 14      | Retirado  | 7        |        |
| Ret     | 41  | Aleix Espargaró  | Forward Yamaha | 12      | Retirado  | 4        |        |
| Ret     | 6   | Stefan Bradl     | Honda          | 12      | Caída     | 10       |        |
| Ret     | 9   | Danilo Petrucci  | ART            | 6       | Retirado  | 17       |        |
| Ret     | 8   | Héctor Barberá   | Avintia        | 5       | Retirado  | 20       |        |
| Ret     | 68  | Yonny Hernández  | Ducati         | 0       | Caída     | 13       |        |
| Ret     | 19  | Álvaro Bautista  | Honda          | 0       | Caída     | 14       |        |
| Fuente: |     |                  |                |         |           |          |        |

### Resultados Moto2
Después de la primera salida se interrumpió la carrera tras un incidente involucrando a Randy Krummenacher, Mattia Pasini, Azlan Shah y Anthony West. Para la segunda parte se redujo la distancia de carrera de 25 a 16 vueltas.
| Pos     | N.º | Piloto              | Constructor    | Vueltas | Tiempo          | Parrilla | Puntos |
| ------- | --- | ------------------- | -------------- | ------- | --------------- | -------- | ------ |
| 1       | 36  | Mika Kallio         | Kalex          | 16      | 26:07.410       | 1        | 25     |
| 2       | 40  | Maverick Viñales    | Kalex          | 16      | +1.380          | 6        | 20     |
| 3       | 77  | Dominique Aegerter  | Suter          | 16      | +1.696          | 3        | 16     |
| 4       | 53  | Esteve Rabat        | Kalex          | 16      | +2.559          | 2        | 13     |
| 5       | 3   | Simone Corsi        | Kalex          | 16      | +6.648          | 5        | 11     |
| 6       | 11  | Sandro Cortese      | Kalex          | 16      | +18.639         | 8        | 10     |
| 7       | 55  | Hafizh Syahrin      | Kalex          | 16      | +18.674         | 20       | 9      |
| 8       | 15  | Alex de Angelis     | Suter          | 16      | +18.992         | 21       | 8      |
| 9       | 95  | Anthony West        | Speed Up       | 16      | +19.487         | 22       | 7      |
| 10      | 5   | Johann Zarco        | Caterham Suter | 16      | +19.922         | 4        | 6      |
| 11      | 30  | Takaaki Nakagami    | Kalex          | 16      | +20.013         | 7        | 5      |
| 12      | 81  | Jordi Torres        | Suter          | 16      | +20.963         | 12       | 4      |
| 13      | 96  | Louis Rossi         | Kalex          | 16      | +22.672         | 27       | 3      |
| 14      | 23  | Marcel Schrötter    | Tech 3         | 16      | +23.836         | 24       | 2      |
| 15      | 88  | Ricard Cardús       | Tech 3         | 16      | +25.325         | 26       | 1      |
| 16      | 49  | Axel Pons           | Kalex          | 16      | +25.514         | 17       |        |
| 17      | 7   | Lorenzo Baldassarri | Suter          | 16      | +28.980         | 32       |        |
| 18      | 94  | Jonas Folger        | Kalex          | 16      | +32.962         | 19       |        |
| 19      | 97  | Román Ramos         | Speed Up       | 16      | +36.564         | 34       |        |
| 20      | 25  | Azlan Shah          | Kalex          | 16      | +36.907         | 28       |        |
| 21      | 18  | Nicolás Terol       | Suter          | 16      | +38.624         | 29       |        |
| 22      | 70  | Robin Mulhauser     | Suter          | 16      | +39.669         | 31       |        |
| 23      | 45  | Tetsuta Nagashima   | TSR            | 16      | +39.723         | 30       |        |
| 24      | 22  | Sam Lowes           | Speed Up       | 16      | +44.499         | 10       |        |
| 25      | 8   | Gino Rea            | Suter          | 16      | +1:07.790       | 25       |        |
| 26      | 39  | Luis Salom          | Kalex          | 16      | +1:29.010       | 11       |        |
| 27      | 10  | Thitipong Warokorn  | Kalex          | 16      | +1:34.244       | 33       |        |
| 28      | 2   | Josh Herrin         | Caterham Suter | 13      | +3 vueltas      | 23       |        |
| Ret     | 21  | Franco Morbidelli   | Kalex          | 4       | Caída           | 13       |        |
| Ret     | 19  | Xavier Siméon       | Suter          | 3       | Caída           | 16       |        |
| Ret     | 12  | Thomas Lüthi        | Suter          | 0       | Caída           | 9        |        |
| Ret     | 60  | Julián Simón        | Kalex          | 0       | Caída           | 14       |        |
| DNS     | 54  | Mattia Pasini       | Kalex          |         | Did not restart | 15       |        |
| DNS     | 4   | Randy Krummenacher  | Suter          |         | Did not restart | 18       |        |
| Fuente: |     |                     |                |         |                 |          |        |

### Resultados Moto3
| Pos     | N.º | Piloto                 | Constructor | Vueltas | Tiempo    | Parrilla | Puntos |
| ------- | --- | ---------------------- | ----------- | ------- | --------- | -------- | ------ |
| 1       | 7   | Efrén Vázquez          | Honda       | 23      | 39:12.977 | 2        | 25     |
| 2       | 5   | Romano Fenati          | KTM         | 23      | +0.065    | 4        | 20     |
| 3       | 8   | Jack Miller            | KTM         | 23      | +0.219    | 1        | 16     |
| 4       | 10  | Alexis Masbou          | Honda       | 23      | +0.372    | 11       | 13     |
| 5       | 42  | Álex Rins              | Honda       | 23      | +0.719    | 12       | 11     |
| 6       | 12  | Álex Márquez           | Honda       | 23      | +1.013    | 3        | 10     |
| 7       | 44  | Miguel Oliveira        | Mahindra    | 23      | +1.310    | 18       | 9      |
| 8       | 58  | Juan Francisco Guevara | Kalex KTM   | 23      | +1.895    | 5        | 8      |
| 9       | 41  | Brad Binder            | Mahindra    | 23      | +2.037    | 19       | 7      |
| 10      | 84  | Jakub Kornfeil         | KTM         | 23      | +2.261    | 14       | 6      |
| 11      | 33  | Enea Bastianini        | KTM         | 23      | +3.432    | 16       | 5      |
| 12      | 52  | Danny Kent             | Husqvarna   | 23      | +4.439    | 17       | 4      |
| 13      | 98  | Karel Hanika           | KTM         | 23      | +9.598    | 10       | 3      |
| 14      | 99  | Jorge Navarro          | Kalex KTM   | 23      | +9.680    | 6        | 2      |
| 15      | 63  | Zulfahmi Khairuddin    | Honda       | 23      | +16.399   | 15       | 1      |
| 16      | 95  | Jules Danilo           | Mahindra    | 23      | +16.431   | 26       |        |
| 17      | 32  | Isaac Viñales          | KTM         | 23      | +16.605   | 22       |        |
| 18      | 23  | Niccolò Antonelli      | KTM         | 23      | +16.661   | 20       |        |
| 19      | 43  | Luca Grünwald          | Kalex KTM   | 23      | +20.791   | 21       |        |
| 20      | 65  | Philipp Öttl           | Kalex KTM   | 23      | +21.023   | 27       |        |
| 21      | 61  | Arthur Sissis          | Mahindra    | 23      | +23.846   | 23       |        |
| 22      | 57  | Eric Granado           | KTM         | 23      | +24.100   | 25       |        |
| 23      | 9   | Scott Deroue           | Kalex KTM   | 23      | +36.525   | 30       |        |
| 24      | 38  | Hafiq Azmi             | KTM         | 23      | +45.844   | 31       |        |
| 25      | 55  | Andrea Locatelli       | Mahindra    | 23      | +50.228   | 29       |        |
| 26      | 22  | Ana Carrasco           | Kalex KTM   | 23      | +52.806   | 33       |        |
| 27      | 51  | Bryan Schouten         | Mahindra    | 23      | +1:00.639 | 24       |        |
| Ret     | 21  | Francesco Bagnaia      | KTM         | 13      | Retirado  | 8        |        |
| Ret     | 19  | Alessandro Tonucci     | Mahindra    | 13      | Retirado  | 9        |        |
| Ret     | 31  | Niklas Ajo             | Husqvarna   | 9       | Caída     | 13       |        |
| Ret     | 4   | Gabriel Ramos          | Kalex KTM   | 2       | Caída     | 32       |        |
| Ret     | 3   | Matteo Ferrari         | Mahindra    | 2       | Caída     | 28       |        |
| Ret     | 17  | John McPhee            | Honda       | 0       | Caída     | 7        |        |
| Fuente: |     |                        |             |         |           |          |        |